# Vatellus grandis
Vatellus grandis là một loài bọ cánh cứng trong họ Bọ nước. Loài này được Buquet miêu tả khoa học năm 1840.